# Nilahue (rzeka)
Nilahue – andyjska rzeka w regionie Los Ríos w środkowym Chile. Nilahue ma swoje źródła na zboczach wulkanu Puyehue i spływa do jeziora Ranco, będąc jego drugim pod względem wielkości dopływem po Calcurrupe. Rzeka zasilana jest w wody także z opadów deszczu i topniejącego śniegu na płaskowyżu Caulle Cordón. Gorące źródła Los Banos znajdują się na jednym z górnych dopływów rzeki.
Pył wulkaniczny pochodzący z erupcji wulkanu Puyehue w 2011 roku pokrył większą część rzeki i spowodował śmierć większości ryb. Okolice rzeki Nilahue ewakuowano w związku z eksplozją 10 czerwca, gdy rzeka wylała z powodu zablokowania jej koryta przez kamienie wulkaniczne. Ponadto temperatura wody wzrosła z 6 °C 4 czerwca do 45 °C sześć dni później.